# Nové slovo (magazin)
A Nové slovo (Új Szó) baloldali hetilap volt a politika, a kultúra és a gazdaság számára. A szlovák nemzeti felkelés során jött létre, az első kiadást 1944. szeptember 24-én tették közzé. A felkelés elnyomása után a magazin megszűnt, de 1945. június 1-jén megújították. Létrehozásának fő kezdeményezője Gustáv Husák volt.
Mint az úgynevezett „burzsoá nacionalizmus”-nak is teret engedő lapnak – a Népi Szövetség Központi Bizottsága elnökségének a pártsajtó 1952. április végi átszervezéséről szóló határozata alapján – abbahagyták a hetilap közzétételét, mivel az elítéltek többsége hozzájárult ehhez a múltban. Május 1-jétől kezdődően kéthetente újra megjelent, de a szocializmus zászlaja alatt megkülönböztető címmel ellátott politika vonalát követve.
A prágai tavasz idején a Nové slovót 1968. május 23-án Gustáv Husák kezdeményezésére megújították. A lap munkatárai voltak: Ladislav Novomeský, Andrej Sirácky, Daniel Okáli, Mináč Vladimír, Miroslav Válek, Vojtech Mihálik.
1978-ban létrejött a lap fiataloknak szóló irodalmi melléklete: a Nové slovo mladých (Ifjúsági Új Szó). Noha a Nové slovo a A Csehszlovák Kommunista Párt Központi Bizottságának lapja volt, főleg a Peresztrojka idején az egyik legkritikusabb szlovák folyóirat volt a Literárny týždenník (Irodalmi Hetilap) mellett.
1991-ben a napi Pravdával együtt, a Perex Részvénytársaság gyökeresen csökkentette a megjelentetett lapszámot. 1994-ben a magazint átkeresztelték Nové slovo bez rešpektura. A 30. év utolsó – 33. számát – 1998. augusztus 21-én tették közzé.
A Slovo magazin a Nový slovo ideológiai utódjának tekinthető.

## Fordítás
- Ez a szócikk részben vagy egészben  a   Nové slovo című szlovák Wikipédia-szócikk ezen változatának fordításán alapul.  Az eredeti cikk szerkesztőit annak laptörténete sorolja fel. Ez a jelzés csupán a megfogalmazás eredetét és a szerzői jogokat jelzi, nem szolgál a cikkben szereplő információk forrásmegjelöléseként.